# 鋼鉄の咆哮 ウォーシップコマンダー
鋼鉄の咆哮 ウォーシップコマンダー（くろがねのほうこう ウォーシップコマンダー）は、マイクロキャビンが開発し、コーエーから2000年に発売された第二次世界大戦期を題材にした海戦アクションゲームで、鋼鉄の咆哮シリーズの第1作である。PlayStation 2版も2001年に発売されている。しばしば『1』『WSC1』などと略される（以下、『1』と略記）。ゲームシステムについてはシリーズ項目参照。サウンドは福田康文。

## ストーリー
1938年、世界の緊張が頂点に達しようとしていた時に提唱された「超兵器」構想。列強各国はこのプランに飛び付き我先にと「超兵器」の開発を開始したが、「超兵器」の完成は世界のパワーバランスを崩し、大きな災いをもたらすのは自明の理であった。それを阻止すべく、憂国の士で構成されたプレイヤーたち「第零遊撃部隊」が「超兵器」の完成・配備を阻止すべく各地を転戦することとなる。

## 登場する架空艦、架空航空機
Z44級
ドイツの架空駆逐艦。史実の艦とは異なり、15.0cm砲を6門、速力は42ノットとなっている。初出は「紺碧の艦隊2 PERFECT」
Z65級、Z99級
ドイツの架空駆逐艦。両艦とも40ノット以上の速力を発揮し、兵装には15.0cm砲やミサイル発射機を有する。
ガルム級
57mmバルカン砲を主兵装とする駆逐艦。
スヴァローグ級
赤いカラーリングの船体を持ち、火炎放射砲のみを搭載する異様な駆逐艦。
ヘイムダル級
小型レーザーを主兵装とする駆逐艦。ストーリー中盤あたりから登場する。
ブリューナク級
多連装噴進砲と45cm噴進砲を装備する、黄色い船体が特徴の駆逐艦。
ゲイ・ボルグ級
日本の軽巡洋艦である北上や大井に類似した外観を持つ重雷装艦。多数の魚雷発射管や多連装噴進砲を装備する。
ブレーメン級
ドイツの架空巡洋艦。ニュルンベルク級の機銃を機関砲、魚雷を酸素魚雷に変更し防御力を上昇させている。初出は「紺碧の艦隊2 PERFECT」
カイテル級
20.3cm砲と誘導魚雷を装備するドイツの架空巡洋艦。初出は「紺碧の艦隊2 PERFECT」。
グスタフ級
45.3ノットの速力を持つ高速な重巡洋艦。兵装には大口径の28.0cm砲に加え、ミサイル発射機を含む最高クラスの装備を有している。
グングニル級
全ての武装が光学兵器の重巡洋艦。クリプトン、小型レーザー、怪力線など高火力のものを備えるが、速力は30ノットと鈍足である。
ヴァジュラ級
双胴の形式の船体を持ち、艦尾に飛行甲板を備える重双胴航空巡洋艦。重巡洋艦の中ではトップの耐久力を持ち、速力も36.0ノットと比較的高く、武装は25.4cm砲、多連装噴進砲、バルカン砲、火炎放射砲などを装備する。
改レキシントン級、超レキシントン級
史実のレキシントン級の砲口径及び耐久、速力を向上させている。
ペーターストラッサー級
グラーフ・ツェッペリン級を上回る性能を空母として登場。艦名はグラーフ・ツェッペリン級の2番艦が基である。
イリノイ級
史実の前弩級戦艦ではなく、45.7cm砲を装備する架空戦艦として登場する。
ルイジアナ級、ミシガン級
50.8cm砲を装備するアメリカの架空戦艦。
ルイジアナ級は対51cm砲防御、36.4ノットの速力を持ち、ミシガン級はさらにそれを上回る性能を誇る。
サラミス級
45.7cm砲を装備するドイツの架空戦艦。
インヴィンシブル級
史実の巡洋戦艦ではなく、45.7cm砲を備えたイギリスの架空戦艦。同クラスの戦艦と比べると比較的装甲が脆い。
加賀型、紀伊型、天城型、13号型、モンタナ級、ライオン級、インコンパラブル級、セント・アンドリュー級、マッケンゼン級、H44級、グラーフ・ツェッペリン級
史実では計画のみで終了、もしくは完成しなかった艦。鋼鉄の咆哮では史実の計画に近い性能、もしくは若干強化された性能で登場する。
英航空戦艦
伊勢型とともに敵艦として登場。耐久、速力は伊勢と同一であるが主砲は38.1cm砲を8門、副砲は11.4cm砲を10門としている。サーストン卿によるブラッセイ年鑑掲載の試案に外観が近い
フレーダーマオス
ドイツの架空偵察機。フレーダーマオスは爆雷、フレーダーマオスⅡは対潜航空魚雷を搭載。後発の「鋼鉄の咆哮3」ではFw190Aと同じ外観である
震電II、ラオプフォーゲル
Su-47に似た外観を持つ架空戦闘機。 前者は日本で後者はドイツの機体であるが、両者とも20mm機関砲を装備し性能もほとんど変わらない。
ハウニブ-I、ハウニブ-II、ハウニブ-III、ハウニブ-IV
ドイツの架空円盤機。IIは88mm砲を装備し、IIIとIVは光学兵器を搭載するなど、他の航空機を圧倒する性能を誇る。 IVは敵ユニットのみの登場である。

## 登場超兵器
巨大潜水艦「レムレース」
一般的な潜水艦の5〜6倍の艦影をもつ巨大な潜水艦。兵装は魚雷やミサイル発射機を搭載しており、通常の潜水艦を上回る攻撃能力を持つが、速力は20ノット前後と鈍足である。終盤になると量産されたものが登場するが、SLCMを搭載し、耐久力も初期型の数倍となった改良型も登場する。
PS2版ではテュランヌス軍太平洋司令官ゴーダが開発したとされている。
超高速巡洋艦「ヴィントシュトース」
60ノット以上の高い速力を誇る、蒼いカラーリングの原子力巡洋艦。最初は試作艦として登場し、兵装は20.3cm砲や多連装噴進砲、ミサイル発射機などを搭載している。終盤では全性能が強化された改良型が登場、速力は70kt以上となり、小型レーザーや魚雷を搭載したものが多数登場する。魚雷が全く追いつけないほどの高速だが、装甲も巡洋艦の中では他に類を見ないほど重装甲である。
PS2版ではテュランヌス軍大西洋司令官ロゼが開発したとされている。
巨大戦艦「荒覇吐」
大和型戦艦の2倍ほどの艦影をもつ巨大な戦艦。「緑神」の異名を持つ。兵装は50.8cm砲、20.3cm砲、88mm連装バルカン砲など特筆するような兵装はないものの、単純に大艦巨砲主義を突き詰めたような存在であり、攻撃力は侮れない。量産型は主砲が56cm砲となり、新たに超怪力線やミサイル発射機を搭載し、大幅に耐久力や速力が強化されている。試作艦も登場するが、通常の戦艦程度のサイズしかない。
PS2版ではゴーダが開発したとされている。
巨大空母「アルウス」
非常に巨大なアングルド・デッキ構成の原子力空母。35ノットの高速艦であり、兵装にはミサイル発射機やバルカン砲を装備している。搭載する艦載機は膨大で、通常空母を遥かに上回る。しかしアルウスそのものは純然たる空母であり、艦載機を失うとほとんど何もできなくなってしまう。
PS2版ではロゼが開発したとされている。作戦司令7において撃沈すると、ロゼが戦死する。
巨大ステルス戦艦「マレ・ブラッタ」
巨大かつ高速なステルス戦艦。重装甲であるが、速力は35ktとアルウス同等の高速艦でもある。兵装には56cm砲とミサイル発射機、魚雷、火炎放射砲、バルカン砲などを搭載している。タンブルホーム船型に近い船体を持ち、ステルス性を意識したデザインとなっており、レーダーには稀にしか映らない。終盤では量産されるが、性能は変化していない。
PS2版ではプレイヤー側が開発したものをゴーダが強奪したものとされる。
巨大戦艦「ナハト・シュトラール」
荒覇吐を上回る巨大さを誇るドイツの戦艦。主砲として100cm砲1門、副砲に50.8cm砲15門を搭載し、その他にもバルカン砲、超怪力線、パルスレーザー、小型レーザー、γレーザーを搭載する。光学兵器や大口径の砲等、一般的な戦艦を遥かに上回る火力を持つが、その反面速力は30ktとやや遅い。ステルス性を持ち、これ以降の超兵器は（前半の超兵器の改修型も含めて）多くがステルス扱いとなる。
PS2版ではテュランヌス軍が開発したとされている。撃沈するとゴーダが戦死する。
超巨大航空戦艦「テュランヌス」
アルウスを軽々と上回る広さの飛行甲板を備える航空戦艦。 シリーズを通した超兵器の中では唯一詳細なスペックが判明しており、全長639m、全幅223m、喫水30m、排水量800,000tとされている。 全通式の飛行甲板を持ち、艦首には大量のVLSを備える。兵装は3連装の56.0cm砲を4基12門、αレーザー、エレクトロン、ミサイル発射機、小型レーザーなどと多彩。また多数の艦載機を搭載する。航空戦艦であるためテュランヌスそのものの攻撃力も絶大であり、まさに暴君の名に相応しい。ゲーム中の一部の背景に映っており、性能や一部の上面図を見ることができる。
PS2版ではテュランヌス軍が開発したとされている。敵軍の総帥、アレスが乗っている。撃沈するとアレスが戦死する。
超巨大航空戦艦「ムスペルヘイム」
戦艦を空母2隻でサンドイッチにしたような構造を持つ航空戦艦。兵装は56.0cm砲、圧縮プラズマ砲、エレクトロン、ミサイル発射機、小型レーザーなど。多数の高性能の艦載機も搭載している。同じ超巨大航空戦艦であるテュランヌスを上回る耐久力を誇る。ステルス性は持たない。
PS2版では、裏切ったクルーガーが第二代総帥に就任した新生テュランヌスの開発とされている。
超巨大戦艦「ヴォルケンクラッツァー」
プレイヤー側の組織である第零遊撃部隊が、最凶の超兵器である超巨大航空戦艦テュランヌスに対抗するために建造していた超兵器。完成を目前にして身内の科学者たちによって強奪され、北極海に潜んでいたところで最終決戦となる。
テュランヌスと同等の巨大さを誇る原子力戦艦であり、兵装はレールガン、80.0cm砲、拡散プラズマ砲、拡散荷電粒子砲、δレーザー、ミサイル発射機、パルスレーザーなど、他の超兵器を大きく上回る。速力も超兵器の中ではヴィントシュトースの次に速く、35.7ktの速力を持つ。 艦名はドイツ語で「摩天楼」の意であり、「搭載している全兵装の砲身を最大仰角にするとまさに摩天楼のようである」とされることからこの艦名となった。耐久力、攻撃力、全てにおいて今までの超兵器とは比較にならない超兵器である。撃沈の際には広範囲に光学兵器を放出してプレイヤーを道連れにし、最後は両艦共々活動を停止する。BGMは専用のものが流れる。
PS2版ではレジスタンスのクルーガーが開発し、完成直前に強奪したとされている。撃沈するとクルーガーが戦死する。

## 開発逸話
鋼鉄の咆哮の企画開発責任者である石川慎二は、開発中に栄養失調で倒れたことがある。
攻略本『鋼鉄の咆哮 〜ウォーシップコマンダー〜 ハンドブック』には石川へのインタビューが載っており、製作の動機については「血沸き肉踊る砲雷撃戦ができる海戦ゲームが作りたい。シミュレーションゲームのようなコマンド実行後はただ見ているだけではなく、自分の意思で操作し、自分の設計した艦で戦ってみたい。こんな思いから企画した…ような気がします。かなり昔のことなのでもう忘れましたが…。」と語っている。
また、「飛行機のアニメパターンはもっと滑らかだった」、「マップ作成の担当は実質一人」など開発中の苦難についても語っており、お気に入りの超兵器はムスペルヘイム、レーザー兵器のエフェクトには特に思い入れがあるとのこと。
企画段階でのタイトルは「遊撃部隊」であったが、その後「鋼鉄の咆哮」へと変更された。

## 移植
コーエーによる移植で2001年に発売されたPS2版。システムなどの根幹は、ほぼWindows版の移植だが、ストーリーには共通点が全く無い。ドック画面での自艦が3D化、作戦中の計器盤のデザイン、特殊任務（おまけステージ）出現条件の簡易化、戦闘画面でフリーカメラ不可、自動偏差射撃のロックオン機能、ゲームスピードの上昇などの変更。一部の兵装エフェクトもWindows版WSC2のものに差し替えられており、若干だが登場する敵の配置にも違いがある。エンディング曲もWindows版ではヴォルケンクラッツァー戦の「ラストバトル」と同じものであったが新規のものに変更されている。

## ストーリー
19XX年、地球は暴君率いる軍事組織「テュランヌス」に支配されていた。その圧倒的な兵力と「超兵器」に今、勇気ある「反逆者」達が戦いを挑む。プレイヤーは世界を支配する組織「テュランヌス」に対抗するレジスタンスの艦長として戦っていく。

## PS2版の登場人物
主人公
プレイヤーが操作することになる艦の艦長。
作戦指令1のオープニングにて、オペレーターのナギの台詞から「レジスタンスに入る前は某国の海軍で輝ける未来が待ち受けていた」とされていることから、正規軍では出世コースが確約されていた優秀な人材だったことがうかがえる。超兵器開発には反対の立場にいる。
作戦指令8「最後の審判」において、自爆するヴォルケンクラッツァーを止めるために単身乗り込み、行方が分からなくなる。
ナギ
声 - 高木礼子
主人公の艦にオペレーターとして配属された女性。主人公に敬意を抱いている。
作戦前のブリーフィングにおいては、潜水艦が出没する海域の場合は対潜兵装の搭載を、敵航空機の出現が予想される場合は対空兵装の搭載を促すなど、攻略のヒントを教えてくれる。
クルーガー
声 - 高田べん
作戦指令2から登場。有能だが傲慢であり艦長（主人公）の戦果を妬んでいるようである。主人公の艦と共同で任務にあたることもある。
作戦指令3のオープニングでは、テュランヌスに対抗する超兵器開発の責任者であることが明かされる。そして計画に反対した主人公に敵意を抱くようになり、それ以後はかなりの際どい皮肉を聞かされるようになる。
作戦指令5で主人公と共同任務に赴いた際、テュランヌスのゴーダに自身が開発していた超兵器マレ・ブラッタを奪われてしまい、以後は引責辞任の形で軍務を解かれることになる。
作戦指令7では開発中の超兵器ヴォルケンクラッツァーを持ち逃げし、同作戦指令内でテュランヌス総帥アレスが戦死してからは、新生テュランヌスの総帥に就任する。
北極海の拠点（コードネーム・ニブルヘイム）で、究極の超兵器ヴォルケンクラッツァーと共に主人公を待っている。
最終的に主人公を巻き込む形でヴォルケンクラッツァーを自爆させて死亡した。
アレス
テュランヌスの総帥。この世界の暴君。世界各国に従属を要請し、多数の超兵器で支配した男。
常にヨーロッパの地中海にいたらしく、作戦指令7の「最終血戦」では座乗する艦のテュランヌスとともに沈む。
音声は無し。
ゴーダ
声 - 小原雅一
テュランヌス太平洋軍指令。使用兵器は日本型とドイツ型。直属の潜水艦部隊「黒い影」を率いている。部下からも慕われているようで、戦死後も「黒い影」の所属兵の「指令の仇、とらせてもらう！」の通信がある。
潜水艦だけでなく戦艦についてもこだわりを持っているようだ。
巨大潜水艦レムレース、巨大戦艦荒覇吐、レジスタンスから奪取した巨大ステルス戦艦マレ・ブラッタで主人公と戦い、そして最後の決戦である作戦指令6「光の鉄槌」で巨大戦艦ナハト・シュトラールとともに沈む。
ロゼとは仲が悪い。
ロゼ
声 - 市場梓
テュランヌス大西洋軍指令。女性。使う兵器はイギリス型とアメリカ型。航空戦力の使い手で直属の航空戦隊「告死天使」を率いる。
超高速巡洋艦ヴィントシュトースの撃沈後から主人公に一目置いている。彼女曰く、「レジスタンスの切れ者」。
作戦指令4「雲霞の如く」において巨大空母アルウスで主人公と勝負する。その後作戦指令7「サン・ビセンテ岬の光」で再びアルウスに乗り、主人公にリターンマッチを挑むが、アルウスと共に沈む。